# Šklebivec přímý

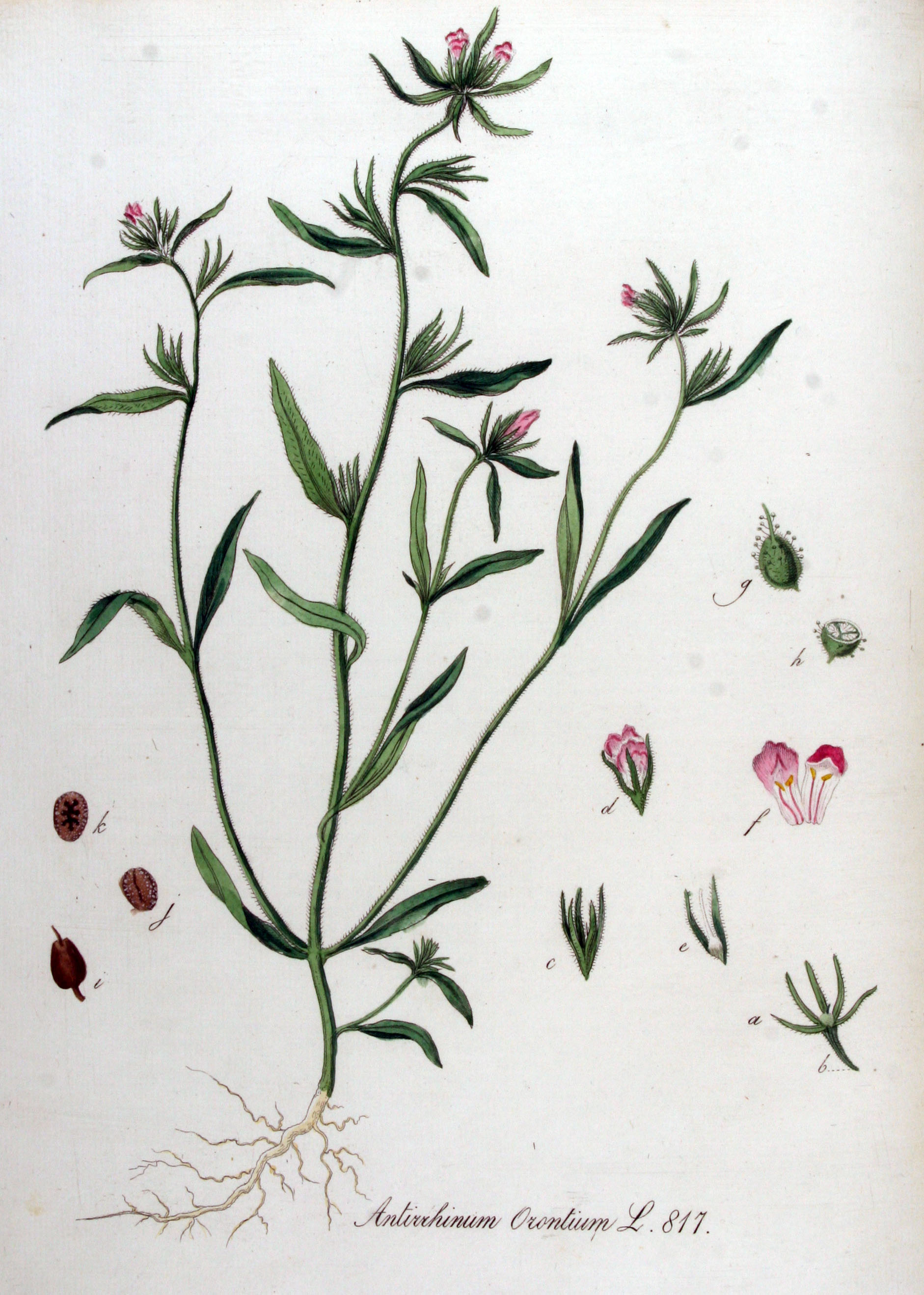
Nákres šklebivce přímého

Šklebivec přímý (Misopates orontium) je jednoletá, planě rostoucí rostlina, jediný druh rodu šklebivec, který se v české přírodě vyskytuje; je chudě rozšířen a je považován za ohrožený vyhynutím. V minulosti byl pod jménem hledík menší součásti rodu hledík.

## Výskyt
Původ šklebivce přímého je třeba hledat ve Středozemí, odkud se rozšířil téměř do celé Evropy, na Blízký východ, do Střední Asie a do severních oblastí Indie. Druhotně byl zavlečen i do Severní Ameriky, Austrálie i na Nový Zéland. Již ve středověku se dostal do přírody Střední Evropy, kde roste v teplejších nížinných oblastech.
Počátkem 20. století byl šklebivec přímý považován za teplomilný polní plevel, v současnosti se s ním v České republice můžeme (jako s ohroženou rostlinou) setkat jen vzácně ve středních Čechách a na střední a jižní Moravě. Je typickou rostlinou rostoucí na polích, úhorech a na místech s narušenou vegetací. Obvykle se nachází na výslunných místech v půdách lehkých, poměrně suchých a chudých na dusík.

## Popis
Jednoletá rostlina s přímou, hranatou lodyhou dorůstající do výše 20 až 50 cm, která bývá ve spodní části lysá a v horní chlupatá. Jen chudě rozvětvená lodyha je řídce porostlá krátce řapíkatými listy, ve spodní části jsou ve tříčetných přeslenech a v horní rostou střídavě. Podlouhlé až čárkovité listové čepele bývají dlouhé 20 až 50 mm a široké jen do 7 mm.
V horní části lodyhy jsou listům podobné listeny, stejně dlouhé nebo delší než oboupohlavné květy, z jejich úžlabí vyrůstají květy na krátkých stopkách a vytvářejí řídké květenství koncový hrozen. Chlupatý květní kalich je dělený do pěti čárkovitých segmentů 1,5 až 2 cm dlouhých; je stejně dlouhý nebo i delší než koruna a v době zrání plodů se ještě prodlužuje. Dvoupyská chlupatá šklebivá koruna je 1 až 1,5 cm dlouhá a zbarvená bývá světle růžově nebo ojediněle bíle s tmavými žilkami. Koruna má horní pysk dvoulaločný a vzpřímený, dolní třílaločný pysk má boční laloky okrouhlé a odstávající, menší střední lalok je plytce vykrojený a v místě ústí korunního hrdla vypouklý. V koruně jsou čtyři dvoumocné tyčinky, z horního dvoupouzdrého semeníku vyrůstá ohnutá čnělka s dvoulaločnou bliznou. Kvete od června či července až do zámrazu, opylován je hmyzem nebo samosprašně. Ploidie druhu je 2n = 16.
Plodem je chlupatá, nafouklá, dvoupouzdrá tobolka otvírající se malými chlopněmi na vrcholu. Obsahuje 1 mm velká, hnědá, vejčitá, plochá, křídlatá semena mající zubatý okraj. Rostlina se rozmnožuje výhradně semeny, která klíči na jaře až při vyšší půdní teplotě.

## Význam
Jako plevelná rostlina roste nejčastěji v obilí, kde po posečení rychle obroste a na strništích znovu na podzim vykvete. Nevyskytuje se ale v takovém množství, aby škodila užitkovým rostlinám. Je nevhodnou rostlinou ke krmení, zvláště koně po spasení většího množství mají zažívací problémy.

## Ohrožení
V posledním století se populace tohoto druhu, dříve plevelné rostliny, podstatně snížila. Byla silně postižena vlivem intenzifikace zemědělství, hlavně používáním dusíkatých hnojiv a herbicidů. Šklebivec přímý byl podle „Černého a červeného seznamu cévnatých rostlin České republiky z roku 2000“ (Procházka) považován za druh kriticky ohrožený (C1). V poslední době je však tato rostlina nalézána o něco častěji a podle „Červeného seznamu cévnatých rostlin České republiky z roku 2012“ (Grulich) je považován pouze za druh silně ohrožený (C2).

## Galerie

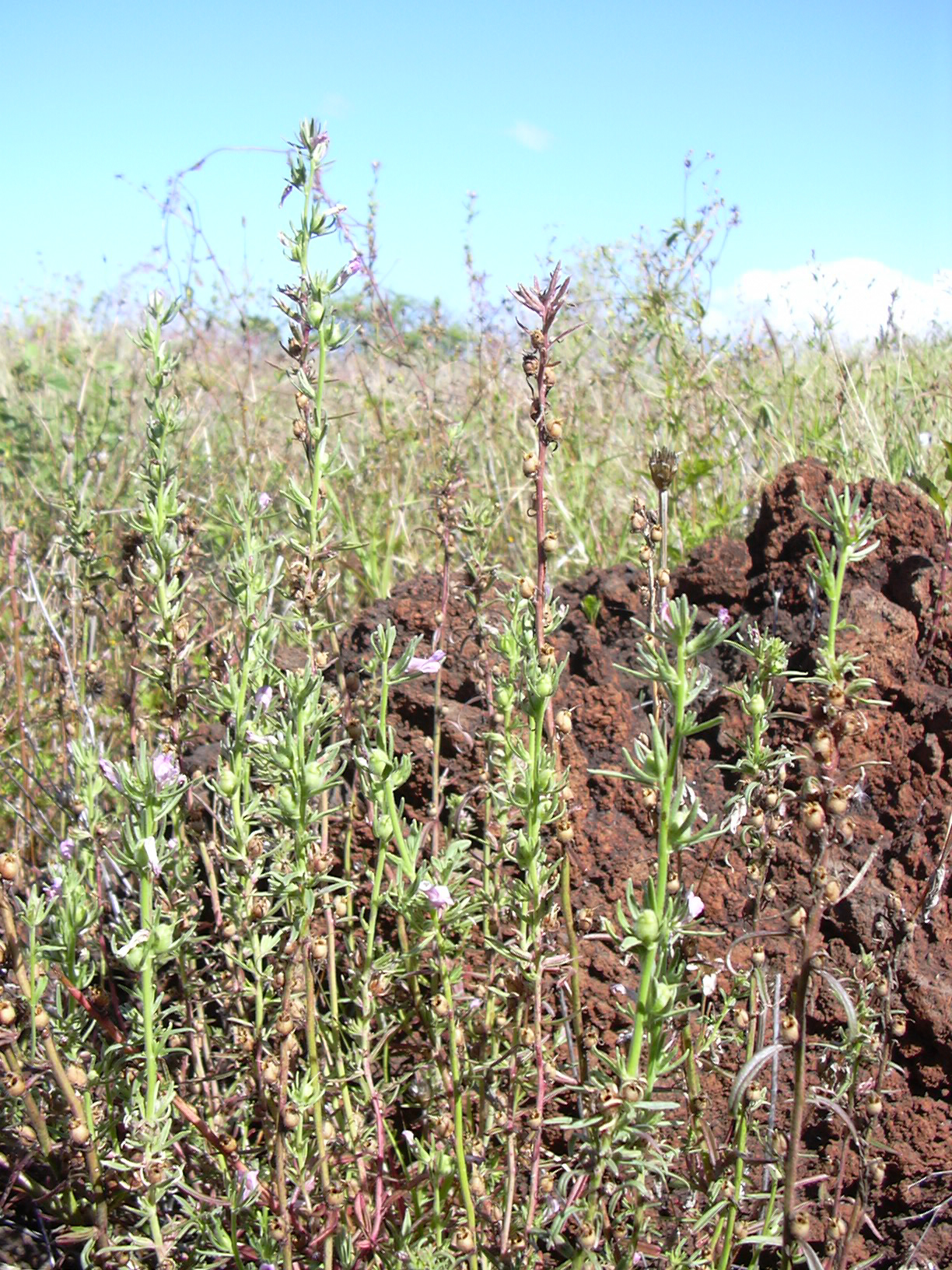
Porost šklebivce přímého
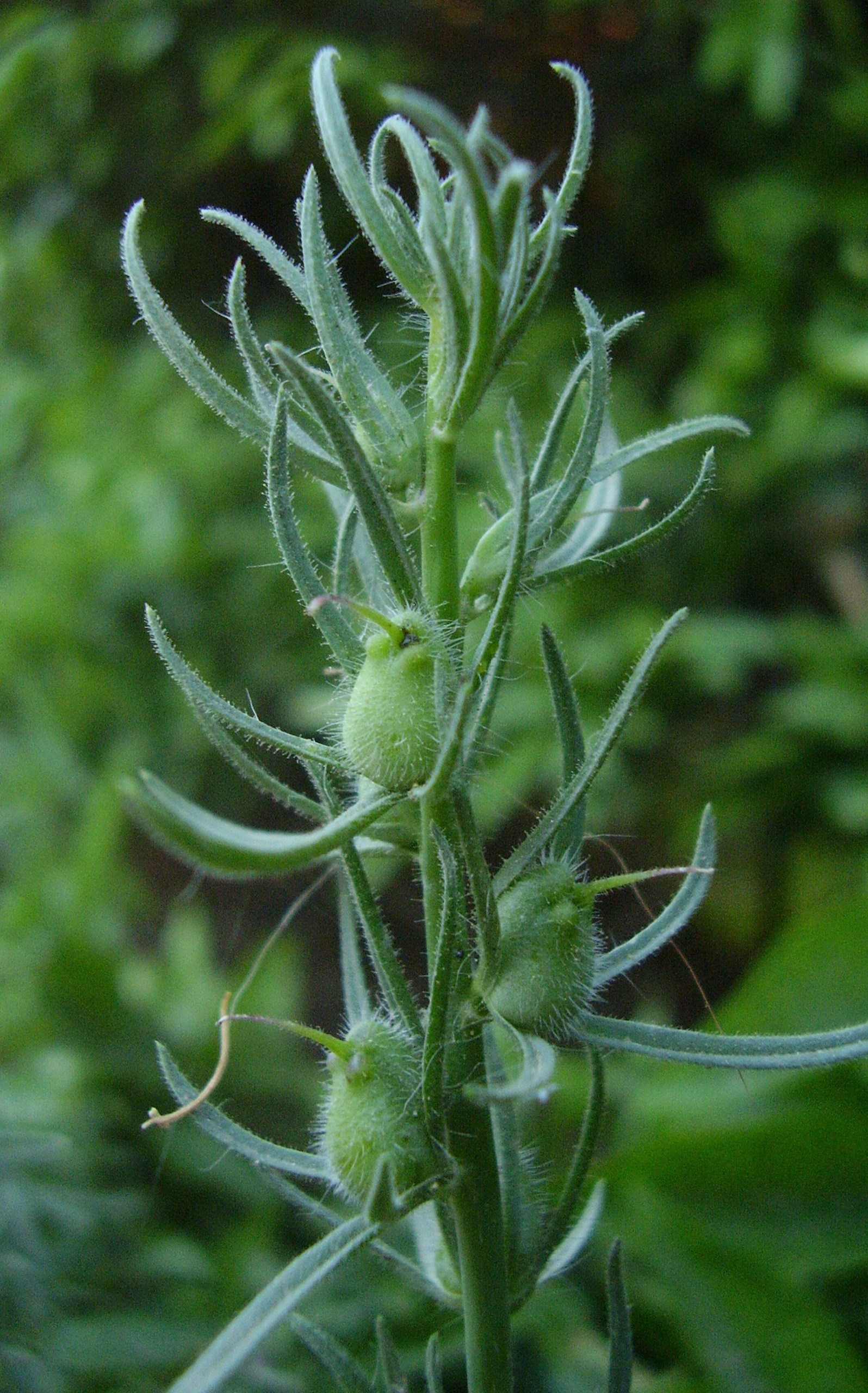
Listy a pupeny
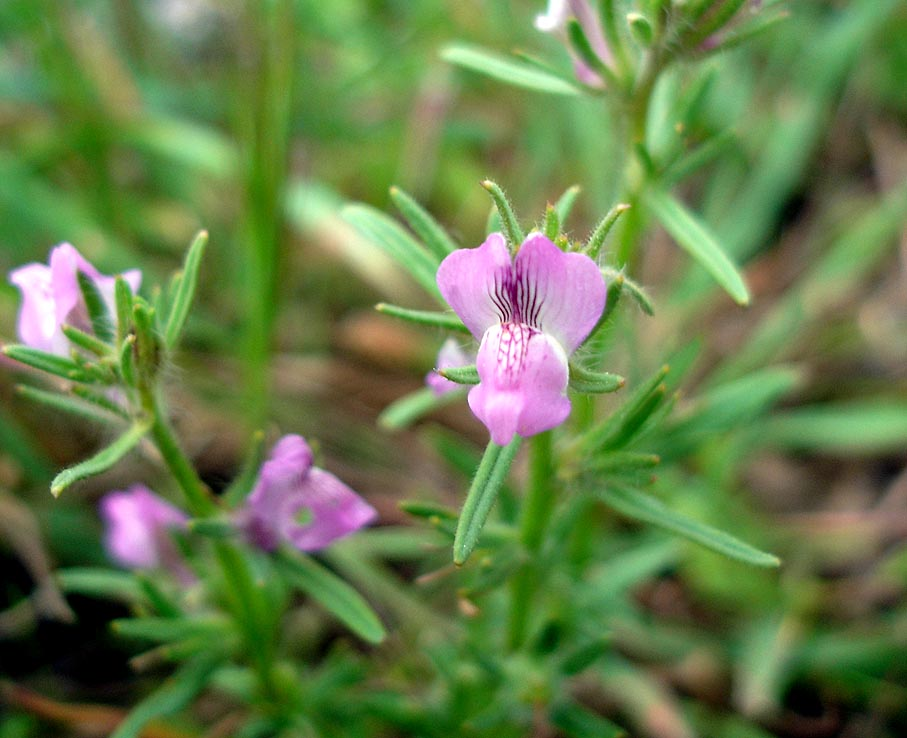
Květ